# جين وادزورث
جين وادزورث (بالإنجليزية: Jane Wadsworth)‏ هي إحصائية بريطانية، ولدت في 1942 في المملكة المتحدة، وتوفيت في 1997.